# Topfreedom

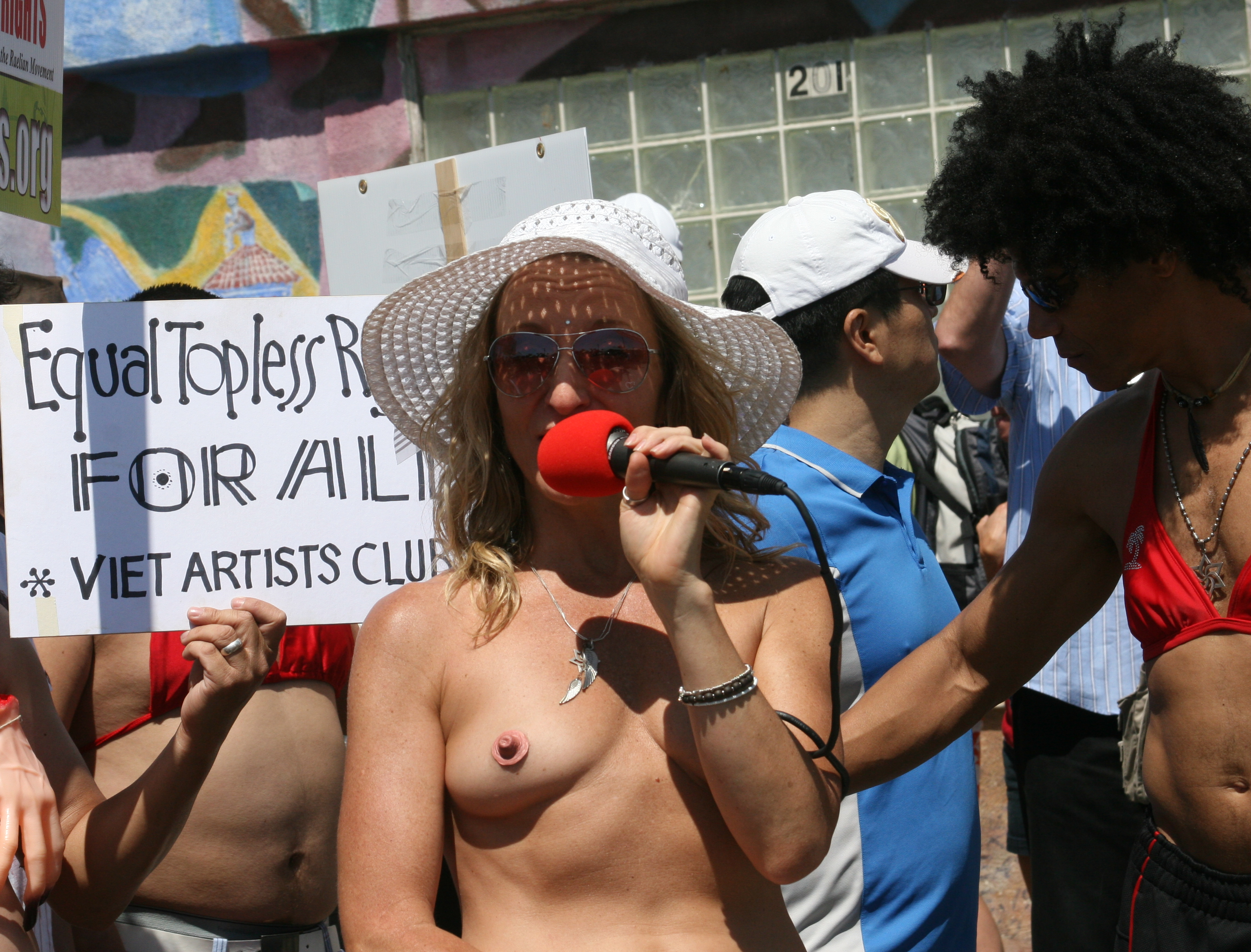
Un grupo de mujeres protestando por el derecho a ir en toples donde un hombre pueda. Venice Beach, California, 2011 (la manifestante lleva una pezonera)

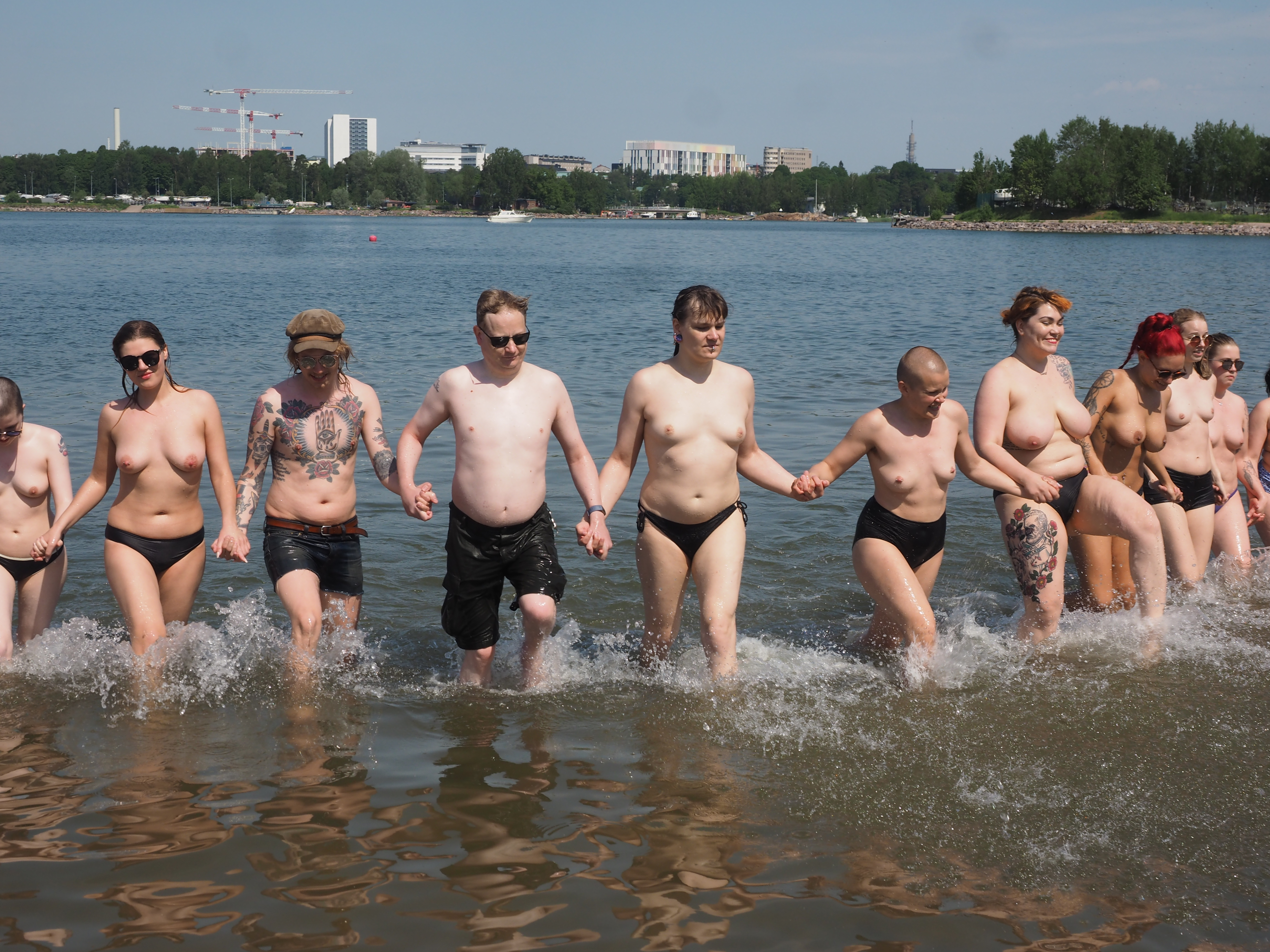
Un grupo de mujeres en toples y hombres sin camisa en una playa en Helsinki, Finlandia, protestando después de que una mujer fuera forzada a salir de una playa en Hyvinkää por tomar el sol en toples

Topfreedom (del inglés top–«prenda de vestir superior» y freedom–«libertad»––) es un movimiento cultural y político que busca cambios en las leyes que les permitan a las mujeres estar en toples en lugares públicos en los que los hombres pueden estar con el torso desnudo, como una forma de igualdad de género. De manera específica, el movimiento busca que se deroguen o anulen leyes que restrinjan el derecho de la mujer a no tener el pecho cubierto en todo momento en público.
Además, los promotores y promotoras del topfreedom buscan permitir que las madres lactantes amamanten abiertamente en público.

## Actitudes sociales y legales

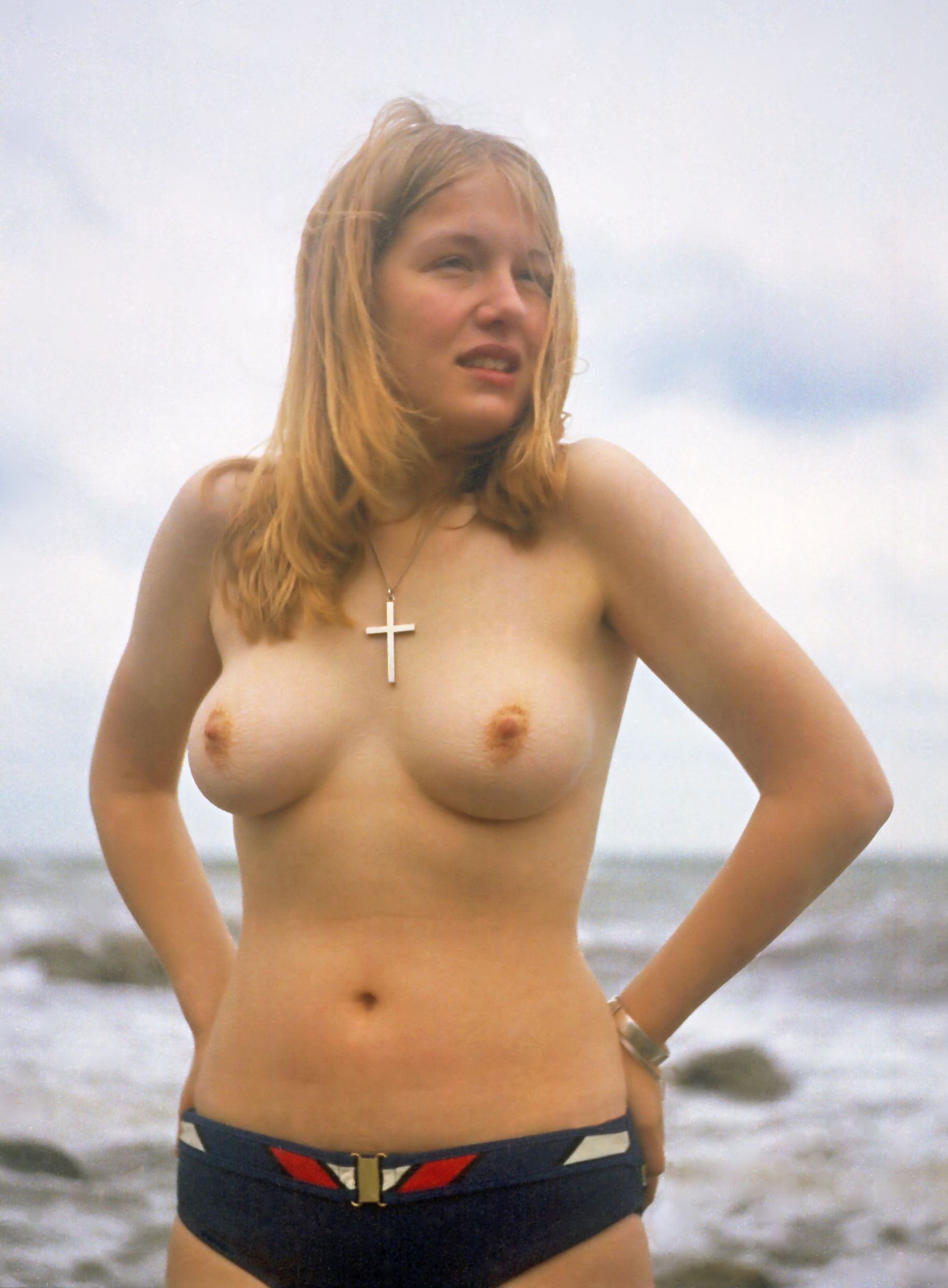
La modelo Carole en topless en un día frío en una playa aislada de East

En muchas sociedades se considera que las mujeres que exponen sus pezones y areolas son indecorosas y van en contra de las normas sociales . En muchas jurisdicciones  una mujer en toples puede ser hostigada o acosada social u oficialmente por obscenidad pública, exhibición indecente, indecencia pública o alteración del orden público. Defensoras y defensores del topfreedom intentan que se cambien las actitudes de la comunidad hacia los senos como objetos sexuales o indecentes.
Varios países europeos han despenalizado el toples no sexual. Así, nadar o tomar el sol en toples en las playas se ha vuelto aceptable en muchas partes de Europa, si bien la práctica sigue siendo controvertida en muchos sitios y no es común en la mayoría de lugares. Muchas piscinas públicas en Europa son de propiedad de los municipios, que las tratan como organizaciones privadas y se les permite establecer sus propios códigos de vestimenta.

### Amamantamiento
En muchos países en todo el mundo, la lactancia materna en público no es inusual. Entre 2006 y 2010 y desde antes, varios informes noticiosos en los Estados Unidos reportaron incidentes en los que a mujeres se les negó el servicio o se las hostigó por amamantar en público. En respuesta, una mayoría de estados de los EE. UU. han aprobado leyes que permiten de manera explícita la lactancia en público. En 1999, el gobierno federal de los EE.UU promulgó una ley que establece explícitamente que «una mujer puede amamantar a su bebé en cualquier lugar de un edificio federal o propiedad federal, en tanto la mujer y el bebé estén por lo demás autorizados a estar presentes en tal ubicación». Con todo, estas leyes generalmente no se aplican a reglas impuestas por organizaciones privadas o en propiedades privadas, como restaurantes, aerolíneas o centros comerciales.

## Topfreedom por país

### Asia

#### Taiwán
En apoyo al acto FreeTheNipple hecho por la estudiante islandesa Adda Smaradottir en el ciberespacio público, jóvenes subieron sus fotos en toples a Facebook y protestaron contra las Normas Comunitarias de la plataforma de considerar los senos de las mujeres como material sexual. Tales fotos, así como artículos de noticias relacionados, fueron inicialmente bloqueados, pero Facebook consideró que talaes fotos no violaban las normas comunitarias.

### Europa

#### Dinamarca
Bañarse y tomar el sol en desnudez (incluyendo en toples) es legal en las playas danesas. La desnudez y el toples en otros lugares públicos al aire libre es por lo general legal también, a menos que impliquen una «conducta ofensiva» o que probablemente puedan causar indignación pública. La ley de indignación pública rara vez se usa en la práctica, pero en 1972 miembros de la audiencia fueron condenados por ir desnudos en el Teatro Real Danés. En diciembre de 2007, un grupo de mujeres y hombres que autodenominaban Topless Front (Frente toples) nadaron en toples en baños públicos para promover la igualdad en el toples. En marzo de 2008, tras una campaña del grupo, el Comité de Cultura y Ocio de Copenhague votó a favor de permitir bañarse en toples en sus piscinas. Después de que el Comité hubo votado, se reveló que no existían leyes en contra del baño en toples, lo que hizo que la votación fuera innecesaria. No obstante, algunos baños públicos lo han restringido (y siguen haciéndolo). La lactancia materna pública cuenta con el apoyo de la gran mayoría de personas de ambos sexos en Dinamarca, es completamente legal y se acepta en casi todos los lugares, con excepción de algunos cafés o restaurantes privados que la han restringido.

#### Finlandia
En Finlandia, si bien no es ilegal ir en toples, mujeres en toples han sido retiradas de las playas. Sandra Marins y Säde Vallarén han criticado esta situación y organizaron el primer evento de Finlandia exigiendo igualdad en el toples, que fue llamado <i>Tissiflashmob</i> (flash mob de senos). El día de la independencia de Finlandia (6 de diciembre de 2019), tanto Marins como Vallarén mostraron sus senos en la televisión en vivo, lo que generó gran conversación. El Tissiflashmob 2020 fue más grande que el anterior y fue  organizado de manera simultánea en ocho ciudades diferentes.

#### Francia
En mayo de 2009, el colectivo feminista Les TumulTueuses organizó una protesta de topfree en París. En Francia es legal tomar el sol en toples, si bien regulaciones locales pueden prohibir la práctica por medio de directivas sobre el vestir. En 2020, tras un incidente policial, el ministro del Interior francés defendió tomar el sol en toples.

#### Grecia
En Grecia, el toples no es ilegal y es practicado tanto por lugareños como por turistas, en tanto no existen tabúes culturales en contra.

#### Islandia
En Islandia, ir en toples en público es legal.

#### Italia
El 20 de marzo de 2000, el toples femenino fue legalizado oficialmente (en un contexto no sexual) en todas las playas y piscinas públicas del país (salvo disposición en contra de ordenanzas regionales, provinciales o municipales), cuando la Corte Suprema de Casación (a través de la sentencia No. 3557) determinó que la exposición de los senos femeninos desnudos, tras varias décadas, es ahora considerada una «conducta comúnmente aceptada», y por lo tanto, ha «entrado en el vestir social» 

#### Polonia
En Polonia, en 2008-2009, dos mujeres de Szczecin, una de ellas modelo de glamour Dorota Krzysztofek, ganaron una batalla judicial reafirmando el derecho de las mujeres a tomar el sol en toples en playas públicas. Krzysztofek, junto con su compañera, habían recibido una multa a manos de funcionarios municipales locales por tomar el sol en toples en un área recreativa pública. Las mujeres se rehusaron a pagar la multa y llevaron el asunto a la Corte Civil. Su primera audiencia tuvo que ser pospuesto debido al notable interés que atrajo de los medios.
El 7 de noviembre de 2008, la juez Szczepańska ratificó la decisión del personal de la ciudad y acusó a las mujeres de exhibición indecente, explicando que sus libertades personales no podían invadir las libertades de las familias con niños que frecuentaban el mismo lugar de recreación. Si bien tomar el sol en toples no está prohibido en Polonia, el juez las condenó a pagar una multa de 230 esloti (150 esloti según una fuente diferente, o 40€, 55 dólares) por infringir las reglas de conducta. En su exposición de motivos, la jueza también afirmó que no correspondía a las acusadas enseñarles anatomía humana a los jóvenes; no obstante, su decisión fue apelada por la amiga de Krzysztofek poco después, declarándolas inocentes.
En 2009, la corte de apelaciones declaró inocentes a ambas mujeres, en tanto el personal de la ciudad fue incapaz de demostrar que alguien en la playa estuviera indignado o escandalizado por el toples, y nunca se presentó denuncia alguna. Por el contrario, algunos visitantes salieron en defensa de las mujeres. No había letreros en el área de recreación en contra de lo que de otro modo sería legal. La decisión de la corte de apelaciones fue vinculante, pero creó a la vez un aura de ambivalencia, en tanto tomar el sol en toples en público se declaró aceptable solo si nadie más, incluyendo familias con niños, se opone formalmente a ello.

#### España
No hay leyes en España que prohíban oficialmente la desnudez pública (en contextos no sexuales), y por ello, tanto los baños de sol en toples como el nudismo (este último en menor escala) se practican frecuentemente sin problema en todas las playas de todo el país, la cantidad de participantes variando según la ubicación y el día. Es muy común en las Islas Baleares, Canarias, Costa Brava y Costa del Sol (si bien algunos municipios, como Barcelona, han creado ordenanzas para prohibir la desnudez pública, incluyendo el toples femenino, en las calles, no así en la playas). Debido a la práctica generalizada de tomar el sol en toples, los municipios de Galdácano y L'Ametlla del Vallès decidieron legalizar el toples femenino en sus piscinas públicas (en marzo de 2016 y junio de 2018, respectivamente), y es tolerado en muchos otros, como en Madrid (sin necesidad de una norma específica). Es menos común en piscinas privadas o de condominios, y algunas de éstas tienen estatutos que lo prohíben. Más aún, algunas encuestas indican que más del 40% de las mujeres españolas entrevistadas (de 18 años o más) afirman haber estado en toples en una playa al menos una vez.

#### Suecia
En Suecia, ir en toples no es ilegal. Con todo, establecimientos públicos o privados pueden establecer códigos de vestimenta que pueden exigir que las mujeres usen prendas y negar el acceso o expulsar a las personas que infrinjan tales estándares. En septiembre de 2007, apareció el movimiento cultural «Bara Bröst» (un juego de palabras que significa tanto «solo senos» como «senos desnudos») para promover la igualdad en el toples en estas instalaciones semipúblicas. El grupo organizó varios eventos en baños públicos de natación en septiembre y octubre de 2007, comenzando en Upsala, de donde fueron desalojados varias veces, antes de tener éxito en Sundsvall.
El grupo obtuvo una victoria en junio de 2009 al aprobar nuevas reglas el comité de recreación y deportes de la ciudad de Malmö, reglas que, si bien exigen que todas las personas usen trajes de baño en piscinas públicas cubiertas, no exigen que las mujeres se cubran los senos. «No definimos qué trajes de baño deben usar los hombres, por lo que no tiene mucho sentido hacerlo en el caso de las mujeres. Y además, no es inusual que los hombres tengan pechos grandes que se asemejan a los senos de las mujeres», dijo un vocero del consejo.

### América del norte

#### Canadá

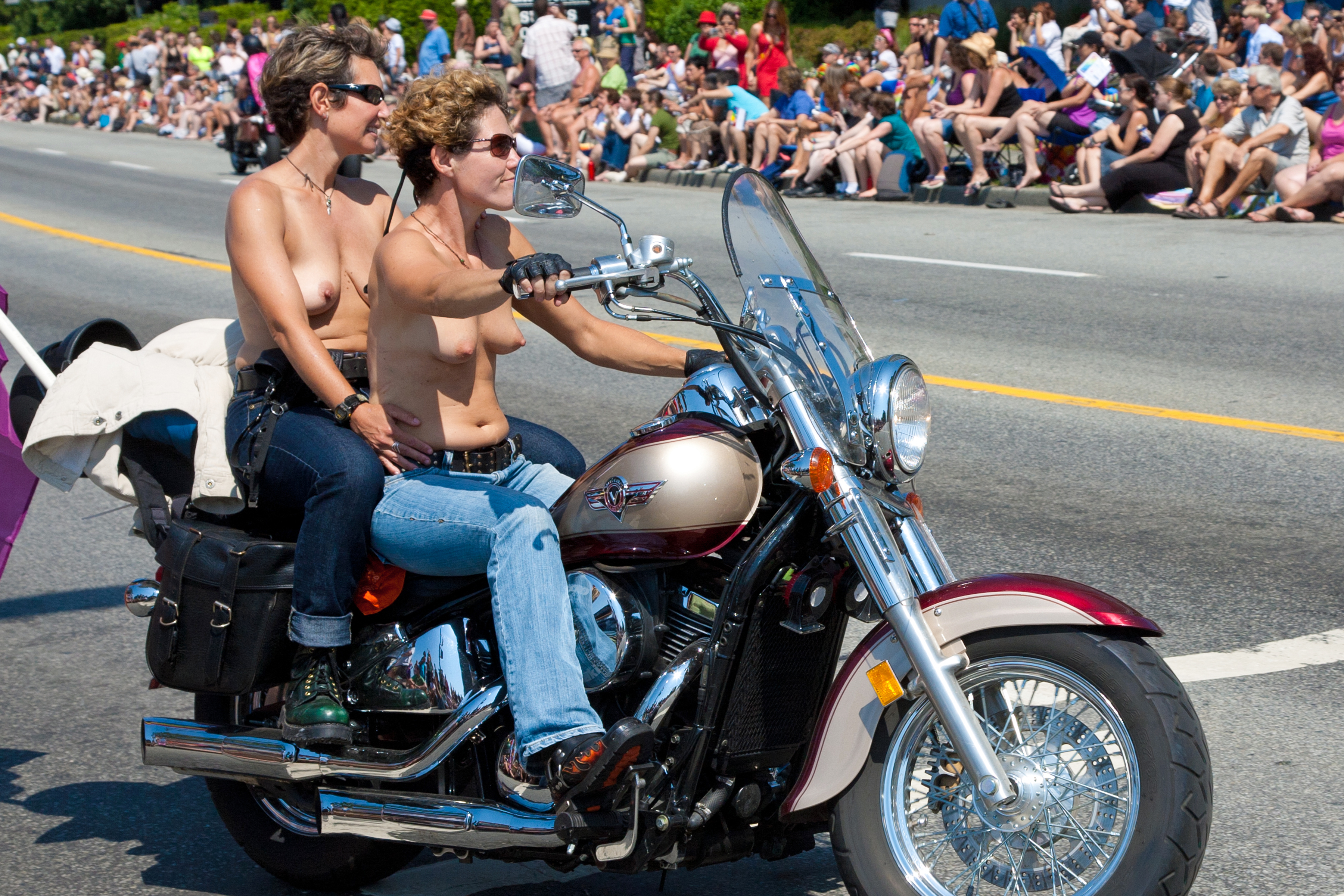
Mujeres en toples en el Festival del Orgullo de Vancouver

En 1991, Gwen Jacob desafió el toples como acto indecente en Guelph, Ontario, quitándose la camisa y siendo acusada de indecencia. Parte de su defensa fue el doble rasero para hombres y mujeres. Si bien fue condenada, la condena fue anulada por el Tribunal de Apelación. Este caso determinó que el estar en toples no es indecente bajo el significado del Código Penal. Con todo, no estableció ningún derecho constitucional a la igualdad. Subsecuentemente, este caso condujo a la absolución de mujeres en la Columbia Británica y en Saskatchewan que enfrentaban cargos similares. Si bien técnicamente cada provincia y territorio se reserva el derecho de interpretar la ley como desee, el caso de Ontario ha resultado influyente. En tanto el asunto no ha sido resuelto por la Corte Suprema de Canadá, es posible aún que una mujer pueda ser condenada en otro lugar de Canadá, aunque la interpretación de las leyes morales en Canadá se ha liberalizado cada vez más. No parece haber más mujeres acusadas en Canadá desde que se determinaron estos casos.

#### México
El único lugar público en México que oficialmente permite el toples femenino es Playa Zipolite (una playa nudista ubicada en el estado de Oaxaca), en donde se legalizó la práctica del nudismo en 2016. No obstante, la práctica de tomar el sol en toples (y en algunos casos el naturismo) es comúnmente tolerada en unas cuantas playas en el estado de Quintana Roo, más precisamente en la región de la Riviera Maya (en particular entre las ciudades de Playa del Carmen y Tulum); más aún, existen algunos resorts en los que la vestimenta es opcional, solo para adultos (también ubicados en la Riviera Maya) en los que cualquier persona mayor de 18 años puede visitar las instalaciones sin necesidad de usar ropa (si así lo desea).

#### Estados Unidos

Leyes de toples femenino en los Estados Unidos por estado y territorio. En azul claro, aquellos en los que la práctica es legal a nivel estatal, en marrón aquellos donde es ilegal, en gris aquellos donde la legislación es vaga o la legalidad es desconocida y en amarillo aquellos donde la legalidad es cuestionable

En los Estados Unidos, los estados tienen la jurisdicción primaria en asuntos de moralidad pública. El movimiento del topfreedom ha tenido éxito en algunos casos en persuadir a algunos tribunales estatales y federales de anular leyes estatales al respecto sobre la base de discriminación sexual o protección igualitaria, argumentando que las mujeres deberían ser libres de exponer sus senos en cualquier contexto en el que un hombre pueda hacerlo. Otros casos exitosos se han formulado sobre la base de la libertad de expresión en la protesta, o simplemente de que la exposición de los senos no es indecente (o términos similares).
Leyes y ordenanzas que prohíben el toples femenino están siendo impugnadas en tribunales federales a lo largo de todo el país. Cada una de estas demandas, en caso de prevalecer al nivel de apelación, legalizará el topfreedom en las siguientes cortes de apelaciones de los EE.UU (de oeste a este): 9 (California), 8 (Missouri) y 1 (Maryland). Una demanda federal en la 7º Corte (Illinois) se perdió a nivel de apelación y se denegó la petición de revisión por parte de la Corte Suprema de los Estados Unidos. Una orden judicial preliminar en una demanda federal fue ganada en la 10° Corte (Colorado) al nivel de apelación. En septiembre de 2019, tras gastar más de $300 000, Fort Collins decidió dejar de defender su ordenanza y revocarla. Esto les dio a las mujeres de todas las edades efectivamente el derecho de ir en toples en lugares donde los hombres puedan hacerlo en la jurisdicción de la 10° Corte (estados de Wyoming, Utah, Colorado, Nuevo México, Kansas y Oklahoma, así como todos los condados y ciudades en su interior).

### América Central y el Caribe
Es ilegal tomar el sol en topless en público en Antigua y Barbuda, Bahamas, Granada, San Cristóbal y Nevis, Santa Lucía y Trinidad y Tobago. La legislación es ambigua en países como Honduras o Panamá.

#### Cuba
El nudismo en Cuba está permitido solo en algunas playas como la de Cayo Largo, Cayo Santa María y Cayo Los Ensenachos . El toples, en cambio, es legal y su práctica es muy común en todas las playas del país.

#### Costa Rica
Como en Colombia, la práctica de ir toples en las playas es más común entre turistas y es generalmente tolerada.

### América del Sur
Ir toples es relativamente raro en América Latina. La práctica está permitida en todas las playas de Cuba y en  En Chile y en Colombia la práctica no es ilegal, aunque en la práctica puede conllevar a multas.

#### Argentina
La legislación argentina es ambigua respecto al asunto de ir toples. Las «exhibiciones obscenas» son castigadas con multas y/o prisión, pero es ambiguo si ir toples constituye una exhibición obscena, de manera que su penalización depende de la interpretación de la policía y jueces. Un caso célebre ocurrió en enero de 2017, cuando tres mujeres fueron retiradas por la policía de la playa de Necochea, lo que llevó a masivas protestas en todo el país, que se denominaron «tetazos».

#### Brasil
La práctica es ilegal en Brasil y es considerada un «acto obsceno», castigado con cárcel de entre tres meses y un año o una multa. La práctica se ha mantenido ilegal a pesar de numerosas protestas.

#### Colombia
Muchos turistas hacen toples en las playas del Caribe colombiano, en sitios como el Parque Tayrona. La práctica no es ilegal, aunque es comúnmente sancionada por la policía, y a menudo multada.

#### Chile
Como otros países sudamericanos, la legislación chilena es ambigua. Similar a como ocurre en Colombia, la práctica no es ilegal pero puede conllevar multas.

#### Perú
Está prohibido ir en toples en todas las playas públicas peruanas, y puede llevar a cargos de falta contra la moral.

#### Uruguay
La práctica del toples es legal en Uruguay, siendo este país la excepción en América del Sur. Sin embargo, no existe legislación definitiva al respecto.

### Oceanía

#### Australia
En Australia, leyes de exposición indecente se refieren exclusivamente a las áreas genitales, por lo que técnicamente, tanto el toples masculino como el femenino son legales. No obstante, muchos consejos locales imponen sus propias reglas y tienen el poder de pedir a personas en toples que abandonen un área. Asimismo, mujeres que van en toples a veces son castigadas con cargos más vagos, como los de ser una molestia pública o de conducta ofensiva.
En playas públicas, los estatutos locales no se aplican estrictamente y las mujeres a menudo pueden tomar el sol en toples sin que haya repercusiones legales.
La lactancia materna en lugares públicos es un derecho legal en Australia. Según la Ley de Discriminación Sexual de 1984, ninguna empresa o proveedor de servicios puede discriminar a una mujer que amamanta. Las mujeres pueden amamantar incluso si no se permite ningún otro alimento o bebida en el área. Si hay una sala especial para el cuidado de bebés disponible para amamantar, las mujeres no están obligadas a usarla. Si alguien abusa de una mujer que amamanta o la obliga a irse, esto puede estar sujeto a las leyes de acoso estatales o territoriales. Tales protecciones incluyen también a mujeres que extraen leche materna para su bebé.

#### Nueva Zelanda
En Nueva Zelanda, no existe ninguna ley específica que prohíba la desnudez en lugares públicos. Si una persona está desnuda y además exhibe una conducta indecente, lasciva u obscena, entonces puede infringir las leyes.
La Alta Corte de Nueva Zelanda ha ratificado una condena por alteración del orden público por desnudez en las calles, debido a que no era un lugar en el que la desnudez hubiera ocurrido o en el que fuera común. Estar desnudo en la calle probablemente sea causal de una multa pequeña  si hay una queja contra la persona, o si la persona ignora una orden policial de ponerse ropa. Sin embargo, en la práctica, la probabilidad de recibir cargos por desnudez en una playa pública es baja, en tanto la persona evita la presencia de otras personas.
En 2012, una mujer nadó en toples en la playa de Ōpunake. Testigos llamaron a denunciarla a la policía, pero se les informó que el toples no era un delito.
En 2017, nudistas usaron la playa de Tauranga, causando consternación entre algunos residentes. Con todo, el consejo local dijo que no había estatutos que trataran el tema y que el nudismo no era un delito.